# Samuel Jordan Cabell
Samuel Jordan Cabell (* 15. Dezember 1756 im Albemarle County, Colony of Virginia; † 4. August 1818 bei New Market, Virginia) war ein US-amerikanischer Politiker. Zwischen 1795 und 1803 vertrat er den Bundesstaat Virginia im US-Repräsentantenhaus.

## Werdegang
Der im heutigen Nelson County geborene Samuel Cabell besuchte das College of William & Mary in Williamsburg. Er brach sein Studium ab, um am Unabhängigkeitskrieg teilzunehmen. Cabell diente in verschiedenen Einheiten der Kontinentalarmee und war in den Jahren 1778 und 1779 unter dem Befehl von George Washington. Dabei stieg er bis zum Oberstleutnant auf. Im Jahr 1780 geriet er in Kriegsgefangenschaft, in der er bis zum Kriegsende verblieb. Anschließend kehrte er nach Virginia zurück, wo er sich als Pflanzer betätigte. Gleichzeitig schlug er eine politische Laufbahn ein. Zwischen 1785 und 1792 saß er im Abgeordnetenhaus von Virginia. Im Jahr 1788 war er Delegierter auf der Versammlung, auf der die Verfassung der Vereinigten Staaten für den Staat Virginia ratifiziert wurde. Dabei gehörte er zu den Verfassungsgegnern. Ende der 1790er Jahre schloss er sich der von Thomas Jefferson gegründeten Demokratisch-Republikanischen Partei an.
Bei den Kongresswahlen des Jahres 1794 wurde Cabell im 14. Wahlbezirk von Virginia in das damals noch in Philadelphia tagende US-Repräsentantenhaus gewählt, wo er am 4. März 1795 die Nachfolge von Francis Walker antrat. Nach drei Wiederwahlen konnte er bis zum 3. März 1803 vier Legislaturperioden im Kongress absolvieren. In diese Zeit fiel der Umzug der Bundesregierung und des Kongresses in die neue Bundeshauptstadt Washington, D.C. im Jahr 1800.
Im Jahr 1802 verzichtete Samuel Cabell auf eine weitere Kandidatur. In der Folge ist er politisch nicht mehr in Erscheinung getreten. Er starb am 4. August 1818 auf seinem Anwesen Soldiers’ Joy nahe dem heutigen Norwood. Er war Sklavenhalter.